# رود ایرگینا
رود ایرگینا (انگلیسی: Irgina) یک رودخانه در استان سوردلوفسک و سرزمین پرم کشور روسیه است.